# Vega Sicilia

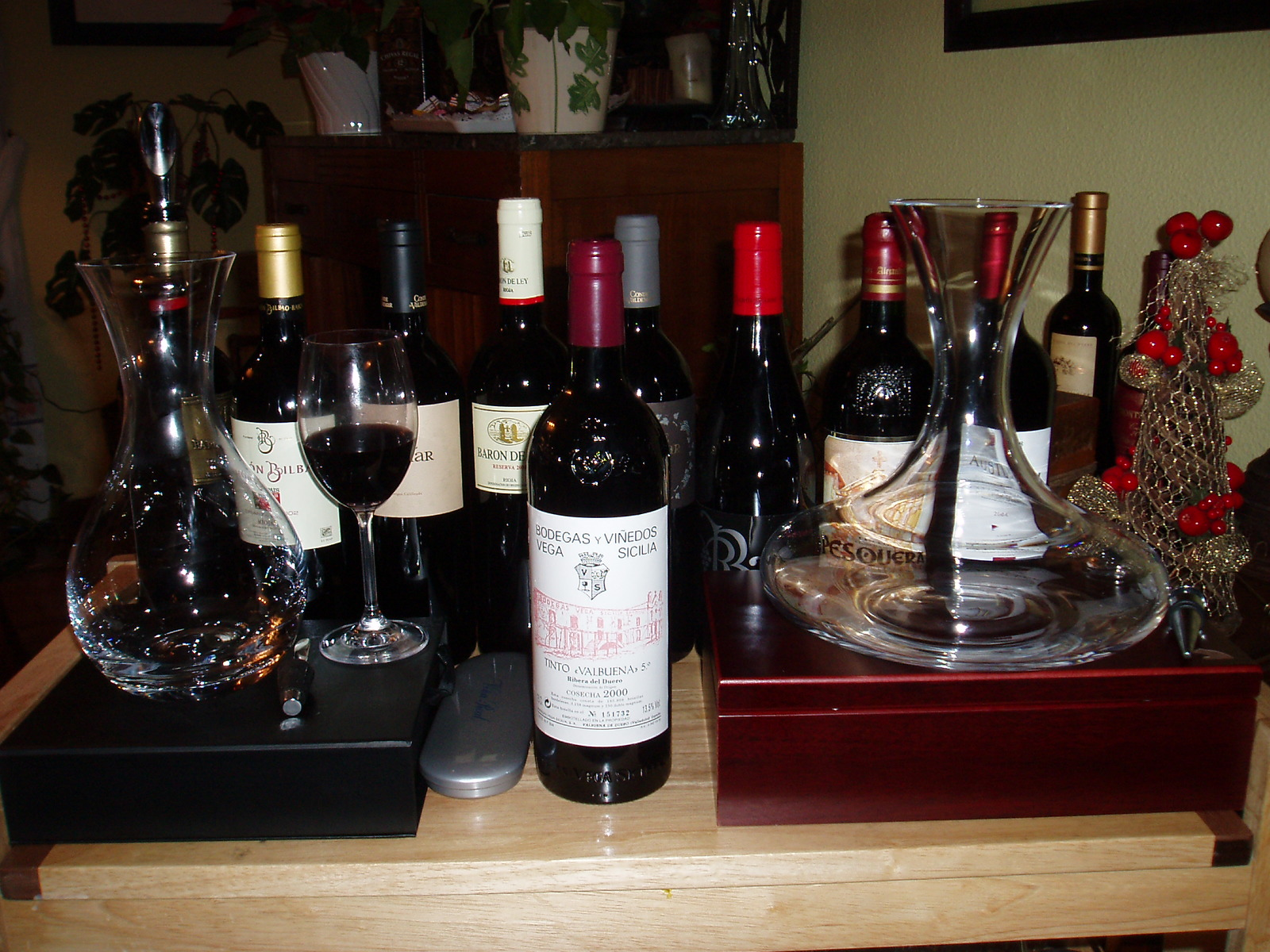
Bouteille de Bodegas Vega Sicilia.

Vega Sicília é uma bodega (vinícola, em espanhol) espanhola que faz parte do grupo das dez melhores do mundo. Os vinhos da Vega Sicilia são produzidos na região de Ribera del Duero.

## História
No século XII, a Rainha Dona Urraca de Castela e Leão ofereceu a um dos seus mais fieis vassalos a posse da Quinta Vega-Sicília que, séculos depois, seria conhecida em todo o mundo pela qualidade dos vinhos que nela elaboram-se.
Bodega Vega Sicilia foi fundada em 1864 por Don Eloy Lecanda, com o objetivo de produzir vinhos tintos tão bons quanto os de Bordeaux. Naquela época, nos 140 hectares da propriedade, são plantadas 18.000 videiras de três variedades até então desconhecidas na Espanha: Cabernet Sauvignon, Merlot, Malbec e Pinot Noir. No entanto, o primeiro Vega Sicilia só surgiu por volta de 1915, pelas mãos de Domingo Garramiola "Txomin". A partir de então, começa a venda de um vinho que, o marquês de Riscal introduz nos salões da aristocracia e das elites económicas.
A família Alvarez, atual dona da Vega Sicilia, comprou a empresa em 1982. O rigor se mantém e quando a safra não é boa, não se faz sequer a colheita.

## Vinhos produzidos
- Valbuena Reserva[2]
- Vega Sicilia "Unico" Gran Reserva[2]
- Vega Sicilia "Unico" Reserva Especial[2]